# Павел Шпилевски
Павел Михајлович Шпилевски (блр. Павел Міхайлавіч Шпілеўскі; рус. Па́вел Миха́йлович Шпиле́вский; село Шипиловичи Минске губерније, данас Љубањски рејон Минске области, 12. новембар 1823 – Санкт Петербург, Руска Империја, 29. октобар 1861) био је руски и белоруски етнограф, књижевник, публициста, књижевни и позоришни критичар и промотер народног културног наслеђа Белоруса. Године 1847. завршио је богословеске студије на Петербуршкој богословији. Након завршених студија 5 година је радио као професор књижевности у Варшави, а потом прелази у Санкт Петербург где ради на Педагошком факултету. 
Посебно се интересовао за митологију, фолклор и народно стваралаштво Белорусије, а први рад везан за народну белоруску митологију објавио је 1846. године под псеудонимом П. Древљански. Године 1850. објавио је историјски рад „Изасланство Лава Сепеге у Москви“ (рус. «Описание посольства Льва Сапеги в Московию»), а три године касније и митолошко дело „Вукодлаци у белоруским народним веровањима“ (рус. «Исследование о вовкалаках на основании белорусских поверий»). У најзначајнија дела убрајају се монографија „Белоруске пословице“ коју је објавио 1853, те путопис „Путовања по Полесју и по Белоруском крају“.
Иако је Шпилевски писао искључиво на руском језику, у његовим радовима јасно се види субјективан и националистички приступ у односу Белоруса према осталим народима на том подручју. Белорусе је сматрао најстаријим словенским племеном. Постојање многих митолошких бића која помиње у својим радовима нема позадину у стварним фолклорним карактеристикама Белоруса, и многи савремени критичари сматрају његова деа везана за митологију као фантастику без стварног упоришта.